# Callogryllus
Callogryllus is een geslacht van rechtvleugeligen uit de familie krekels (Gryllidae). De wetenschappelijke naam van dit geslacht is voor het eerst geldig gepubliceerd in 1910 door Sjöstedt.

## Soorten
Het geslacht Callogryllus omvat de volgende soorten:
- Callogryllus bilineatus Bolívar, 1900
- Callogryllus curtipennis Chopard, 1969
- Callogryllus guilielmi Chopard, 1926
- Callogryllus kilimandjaricus Sjöstedt, 1910
- Callogryllus olohius Otte, 1987
- Callogryllus orientalis Bolívar, 1900
- Callogryllus ovilongus Saeed, Saeed & Yousuf, 2000
- Callogryllus pallidus Chopard, 1928
- Callogryllus parvipennis Chopard, 1963
- Callogryllus parvus Chopard, 1932
- Callogryllus subopacus Bolívar, 1900
- Callogryllus tengalis Bhargava, 1996
- Callogryllus yunnanus Wu & Zheng, 1992